# Aleksiej Nazarow (lotnik)
Aleksiej Timofiejewicz Nazarow (ros. Алексей Тимофеевич Назаров, ur. 20 lutego?/4 marca 1912 we wsi Chutyń w obwodzie nowogrodzkim, zm. 21 września 1951 w miejscowości Klaźma w rejonie puszkińskim w obwodzie moskiewskim) – radziecki lotnik wojskowy, Bohater Związku Radzieckiego (1944).

## Życiorys
Urodził się w rodzinie chłopskiej. Skończył 9 klas, pracował jako ślusarz w fabryce w Połtawie, od 1931 służył w Armii Czerwonej, w 1933 ukończył Leningradzką Wojskową Szkołę Lotniczo-Techniczną, a w 1939 wojskową lotniczą szkołę pilotów w Engelsie. Od 1941 uczestniczył w wojnie z Niemcami, w końcu grudnia 1941 został włączony w skład 750 pułku bombowców dalekiego zasięgu 51 Dywizji Lotniczej Dalekiego Zasięgu, 18 sierpnia 1942 pułk ten został przemianowany na 3 gwardyjski pułk lotniczy dalekiego zasięgu. Brał udział w bitwie pod Kurskiem, bombardowaniu pozycji ciężkiej artylerii ostrzeliwującej blokowany Leningrad, wyzwoleniu Krymu i Ukrainy, walkach nad Polską, rozbiciu wojsk Osi na terytorium Rumunii, Węgier, Czechosłowacji i Prus Wschodnich oraz szturmie Berlina. Do 8 sierpnia 1944 jako zastępca dowódcy 18 gwardyjskiego pułku lotniczego 2 Gwardyjskiej Dywizji Lotniczej 2 Gwardyjskiego Korpusu Lotniczego wykonał 215 lotów bojowych, w tym 205 nocnych, wykonując 15 nalotów bombowych na dalekie cele. Brał udział w nalotach na Królewiec (trzykrotnie – 18 lipca 1942, 25 lipca 1942 i 12 kwietnia 1943), Gdańsk (18 sierpnia 1942) Warszawę (trzykrotnie – 20 sierpnia 1942, 1 września 1942 i 12 maja 1943), Bukareszt (13 września 1942), Memel (29 września 1942), Lwów (4 września 1942), Kowno (10 kwietnia 1943) i Dwinsk (20 kwietnia 1943). Po wojnie nadal służył w siłach powietrznych, w 1946 został przeniesiony do rezerwy w stopniu podpułkownika.

## Odznaczenia
- Złota Gwiazda Bohatera Związku Radzieckiego (19 sierpnia 1944)
- Order Lenina (dwukrotnie – 27 lipca 1943 i 19 sierpnia 1944)
- Order Czerwonego Sztandaru (29 marca 1942)
- Order Wojny Ojczyźnianej I klasy (20 czerwca 1942)
- Order „Znak Honoru”

I medale.